# Дискографија Кејти Пери
Америчка певачица Кејти Пери објавила је пет студијских албума, један концертни албум, два ЕП-а, тридесет и четири сингла (укључујући четири као гостујући извођач) и пет промотивних синглова. Сертификована је за 101 милион дигитално продатих синглова и 6 милиона албума, у Сједињеним Америчким Државама. Такође је и пети извођач у САД са највише дигитално-продатих синглова, према Америчком удружењу дискографских кућа. Током своје каријере, Кејти је продала преко 18 милиона албума и 125 милиона синглова широм света. Тренутно држи рекорд за највише синглова проданих у преко 5 милиона примерака у Сједињеним Америчким Државама, са шест таквих синглова (према датуму изласка — Hot n Cold, California Gurls, Firework, E.T., Roar и Dark Horse). Такође држи рекорд и за највише песама продатих у преко 6 милиона примерака, са сингловима Firework, Roar и Dark Horse. Све три песме су добиле дијамантски сертификат, чинећи је првим извођачем који је то постигао.
Са 16 година, у марту 2001. године објавила је свој први студијски албум — Katy Hudson, који није успео да се пласира ни на једном музичком тржишту. Након што је у априлу 2007. потписала уговор са издавачком кућом Capitol Records, објавила је свој други студијски албум, One of the Boys, у јуну 2008. Његови синглови I Kissed a Girl и Hot n Cold су достигли на топ-листе у Аустрији, Канади, Немачкој и Швајцарској, а Америчко удружење дискографских кућа их је сертификовало четвороструком платинастом наградом. Албум је достигао међу десет најпродаванијих у Сједињеним Америчким Државама, Аустрији, Канади, Француској, Немачкој и Швајцарској. Током 2009. и 2010. године, Кејти је била гостујући извођач на два сингла. Први, Starstrukk, извела је са бендом 3OH!3, а други If We Ever Meet Again снимила је у сарадњи са Тимбаландом, за његов албум Shock Value II. Оба сингла достигла су на топ-тен листе у Аустралији и Уједињеном Краљевству, док се последњи нашао и на топ-листама на Новом Зеланду. Такође је наступала и у емисији MTV Unplugged, те је свој први концертни албум, са наступом из емисије, објавила у новембру 2009.
Трећи студијски албум, Teenage Dream, објавила је у августу 2010. године, и убрзо је достигао на рекордне листе у Сједињеним Америчким Државама, Аустралији, Аустрији, Канади, Уједињеном Краљевству и на Новом Зеланду. Када су синглови са овог албума — California Gurls, Teenage Dream, Firework, E.T. и Last Friday Night (T.G.I.F.) — достигли на врх листе Билборд хот 100, Пери је постала први женски извођач и други музичар, после Мајкла Џексона, који је са једног албума забележио пет синглова који су се нашли на првом месту рекордних листа у САД. Албум је поново објављен у марту 2012. године као Teenage Dream: The Complete Confection. На њему су се нашла два нова сингла — Part of Me и Wide Awake и оба су достигли на прво место рекордних листа у Канади и на Новом Зеланду. Четврти студијски албум, Prism објавила је у октобру 2013. Албум је постао међународно успешан и нашао се на првом месту у Аустралији, Канади, Новом Зеланду, Уједињеном Краљевству и Сједињеним Америчким Државама. Његови синглови Roar и Dark Horse су доспели на прво место рекордних листа у САД и Канади. У Уједињеном Краљевству, Roar је такође постао и Кејтина друга најпродаванија песма, након Firework, са продајом у преко милион примерака. Потом је објавила химну летњих олимпијских игара 2016. по имену Rise, која је дебитовала на првом месту у Аустралији. Пети студијски албум Witness објавила је у јуну 2017, и достигао је на прво место листа у САД и Канади. Те године је такође учествовала и на снимању Калвин Харисове песме Feels за његов албум Funk Wav Bounces Vol. 1, заједно са Биг Шоном и Фарелом Вилијамсом, а песма се налазила на првом месту рекордних листа у Уједињеном Краљевству. Године 2018, објавила је Божићни сингл Cozy Little Christmas. Након тога је објавила ремикс песме Con Calma (са Деди Јaнкијем и Snow-ом) и песму 365 (са Зедом). Пери је 2019. године објавила синглове Never Really Over, Small Talk и Harleys in Hawaii, који ће бити део њеног шестог студијског албума Smile, чије објављивање је планирано за август 2020. године.

## Албуми

### Студијски албуми
| Назив                                                                               | Детаљи | Позиција | Позиција | Позиција | Позиција | Позиција | Позиција | Позиција | Позиција | Позиција | Позиција | Број проданих примерака                                                                      | Сертификати |
| Назив                                                                               | Детаљи | САД      | АУС      | АУТ      | КАН      | ФРА      | НЕМ      | ИТА      | НЗ       | ШВА      | УК       | Број проданих примерака                                                                      | Сертификати |
| ----------------------------------------------------------------------------------- | --- | -------- | -------- | -------- | -------- | -------- | -------- | -------- | -------- | -------- | -------- | -------------------------------------------------------------------------------------------- | --- |
| Katy Hudson                                                                         | - Датум објављивања: 6. март 2001. - Издавачка кућа: Red Hill - Формат: ЦД, касета                             | —        | —        | —        | —        | —        | —        | —        | —        | —        | —        | - Свет: ~200                                                                                 | |
| One of the Boys                                                                     | - Датум објављивања: 17. јун 2008. - Издавачка кућа: Capitol - Формат: ЛП, ЦД, виртуелно преузимање            | 9        | 11       | 6        | 6        | 10       | 7        | 23       | 17       | 6        | 11       | - Свет: 7.000.000 - САД: 1.710.000 - ФРА: 200.000 - УК: 700.261                              | - RIAA: Платина - ARIA: 2× Платина - BPI: 2× Платина - BVMI: 3× Злато - FIMI: Злато - IFPI AUT: Платина - IFPI SWI: Злато - MC: 3× Платина - RMNZ: Злато - SNEP: 2× Платина        |
| Teenage Dream                                                                       | - Датум објављивања: August 24, 2010. - Издавачка кућа: Capitol - Формат: ЛП, ЦД, виртуелно преузимање         | 1        | 1        | 1        | 1        | 3        | 5        | 3        | 1        | 4        | 1        | - Свет: 6.000.000 - САД: 3.000.000 - КАН: 376.000 - ФРА: 200.000 - УК: 1.308,384             | - RIAA: 3× Платина - ARIA: 4× Платина - BPI: 4× Платина - BVMI: Платина - FIMI: Платина - IFPI AUT: Злато - IFPI SWI: Злато - MC: 4× Платина - RMNZ: 3× Платина - SNEP: 2× Платина |
| Prism                                                                               | - Датум објављивања: 18. октобар 2013. - Издавачка кућа: Capitol - Формат: ЛП, ЦД, виртуелно преузимање        | 1        | 1        | 3        | 1        | 4        | 4        | 5        | 1        | 2        | 1        | - Свет: 4.000.000 - САД: 1.700.000 - АУС: 179.000 - КАН: 40.000 - ФРА: 140.000 - УК: 440.272 | - RIAA: 2× Платина - ARIA: 5× Платина - BPI: Платина - BVMI: Злато - FIMI: Злато - IFPI AUT: 3× Платина - IFPI SWI: Злато - MC: 3× Платина - RMNZ: 2× Платина - SNEP: Платина      |
| Witness                                                                             | - Датум објављивања: 9. јун 2017. - Издавачка кућа: Capitol - Формат: ЛП, ЦД, виртуелно преузимање             | 1        | 2        | 6        | 1        | 4        | 10       | 6        | 2        | 7        | 6        | - Свет: ~900.000 - САД: 288.000 - АУС: 7.863 - КАН: 23.000 - ФРА: 30.000+ - ук: ~60.000      | - ARIA: Злато - BPI: Сребро - IFPI AUT: Злато - MC: Платина - SNEP: Злато |
| Smile                                                                               | - Датум објављивања: 28. август 2020. - Издавачка кућа: Capitol - Формат: ЛП, ЦД, касета, виртуелно преузимање | 5        | 2        | 8        | 5        | 17       | 14       | 10       | 4        | 8        | 5        | - САД: 35.000                                                                                | |
| „—” означава нумере које нису биле на листама или нису биле објављене у тој држави. | |          |          |          |          |          |          |          |          |          |          |                                                                                              | |

### Реиздања
| Назив                                  | Детаљи                                                                                           | Позиција | Позиција | Позиција | Позиција | Позиција | Позиција | Позиција | Позиција | Позиција | Позиција | Број проданих примерака |
| Назив                                  | Детаљи                                                                                           | САД      | АУС      | БЕЛ (ФЛ) | БЕЛ (ВА) | ФИН      | ФРА      | ХОЛ      | НЗ       | ШВЕ      | УК       | Број проданих примерака |
| -------------------------------------- | ------------------------------------------------------------------------------------------------ | -------- | -------- | -------- | -------- | -------- | -------- | -------- | -------- | -------- | -------- | ----------------------- |
| Teenage Dream: The Complete Confection | - Датум објављивања: 23. март 2012. - Издавачка кућа: Capitol - Формат: ЦД, виртуелно преузимање | 7        | 5        | 14       | 29       | 18       | 4        | 44       | 2        | 47       | 6        | - Свет: 1.000.000       |

### Концертни албуми
| Назив         | Детаљи | Позиција | Позиција | Позиција | Број проданих примерака |
| Назив         | Детаљи | САД      | ФРА      | ШВА      | Број проданих примерака |
| ------------- | --- | -------- | -------- | -------- | ----------------------- |
| MTV Unplugged | - Датум објављивања: 17. новембар 2009. - Издавачка кућа: Capitol - Формат: ДВД, ЦД, виртуелно преузимање | 168      | 192      | 82       | - САД: 62.000           |

## ЕП-ови
| Назив                             | Детаљи                                                                                               |
| --------------------------------- | --- |
| Ur So Gay                         | - Датум објављивања: 20. новембар 2007. - Издавачка кућа: Capitol - Формат: виртуелно преузимање, ЦД |
| The Hello Katy Australian Tour EP | - Датум објављивања: 7. август 2009. - Издавачка кућа: Capitol - Формат: виртуелно преузимање        |

## Синглови

### Као главни извођач
| Назив                                                                               | Година | Позиција | Позиција | Позиција | Позиција | Позиција | Позиција | Позиција | Позиција | Позиција | Позиција | Број проданих примерака                                                        | Сертификати | Албум                                  |
| Назив                                                                               | Година | САД      | АУС      | АУТ      | КАН      | ФРА      | НЕМ      | ИТА      | НЗ       | ШВА      | УК       | Број проданих примерака                                                        | Сертификати | Албум                                  |
| ----------------------------------------------------------------------------------- | ------ | -------- | -------- | -------- | -------- | -------- | -------- | -------- | -------- | -------- | -------- | ------------------------------------------------------------------------------ | --- | -------------------------------------- |
| I Kissed a Girl                                                                     | 2008.  | 1        | 1        | 1        | 1        | 5        | 1        | 1        | 1        | 1        | 1        | - Свет: 5.700.000 - САД: 4.700.000 - КАН: 159.000 - ФРА: 160.000 - УК: 706.000 | - RIAA: 6× Платина - ARIA: 3× Платина - BPI: Платина - BVMI: 3× Злато - FIMI: Злато - IFPI AUT: Платина - IFPI SWI: Платина - MC: 7× Платина - RMNZ: Платина - SNEP: Злато | One of the Boys                        |
| Hot n Cold                                                                          | 2008.  | 3        | 4        | 1        | 1        | 10       | 1        | 2        | 5        | 1        | 4        | - САД: 5.700.000 - КАН: 140.000 - ФРА: 150.000 - УК: 680.494                   | - RIAA: 8× Платина - ARIA: 5× Платина - BPI: Платина - BVMI: 3× Злато - FIMI: Злато - IFPI AUT: Платина - IFPI SWI: Платина - MC: 6× Платина - RMNZ: Платина               | One of the Boys                        |
| Thinking of You                                                                     | 2009.  | 29       | 34       | 18       | 24       | 11       | 19       | 14       | —        | 45       | 27       | - САД: 1.100.000                                                               | - RIAA: Платина - BPI: Сребро - MC: Платина | One of the Boys                        |
| Waking Up in Vegas                                                                  | 2009.  | 9        | 11       | 26       | 2        | —        | 33       | —        | 9        | 69       | 19       | - САД: 2.300.000                                                               | - RIAA: 2× Платина - ARIA: Злато - BPI: Сребро - MC: Платина - RMNZ: Злато                                                                                                 | One of the Boys                        |
| California Gurls (са Снуп Догом)                                                    | 2010.  | 1        | 1        | 3        | 1        | 5        | 3        | 3        | 1        | 4        | 1        | - Свет: 6.700.000 - САД: 5.800.000 - ФРА: 140.000 - УК: 780.787                | - RIAA: 8× Платина - ARIA: 6× Платина - BPI: Платина - BVMI: Платина - FIMI: Платина - IFPI AUT: Платина - IFPI SWI: Платина - MC: 4× Платина - RMNZ: 2× Платина           | Teenage Dream                          |
| Teenage Dream                                                                       | 2010.  | 1        | 2        | 2        | 2        | 75       | 6        | 9        | 1        | 8        | 2        | - САД: 4.700.000 - ФРА: 70.000                                                 | - RIAA: 7× Платина - ARIA: 6× Платина - BPI: Платина - BVMI: Злато - FIMI: Злато - IFPI AUT: Злато - MC: 4× Платина - RMNZ: Платина                                        | Teenage Dream                          |
| Firework                                                                            | 2010.  | 1        | 3        | 3        | 1        | 7        | 4        | 4        | 1        | 3        | 3        | - САД: 7.239.784 - ФРА: 140.000 - УК: 1.091.743                                | - RIAA: Дијамант - ARIA: 8× Платина - BPI: 2× Платина - BVMI: Платина - FIMI: 2× Платина - IFPI AUT: Злато - IFPI SWI: Злато - MC: 6× Платина - RMNZ: 2× Платина           | Teenage Dream                          |
| E.T. (са Канјем Вестом)                                                             | 2011.  | 1        | 5        | 7        | 1        | 10       | 9        | 9        | 1        | 14       | 3        | - САД: 5.900.000 - ФРА: 65.000                                                 | - RIAA: 8× Платина - ARIA: 3× Платина - BPI: Платина - BVMI: Злато - FIMI: Платина - IFPI AUT: Злато - MC: 4× Платина - RMNZ: Платина                                      | Teenage Dream                          |
| Last Friday Night (T.G.I.F.)                                                        | 2011.  | 1        | 5        | 7        | 1        | 22       | 15       | 9        | 4        | 20       | 9        | - САД: 3.800.000                                                               | - RIAA: 6× Платина - ARIA: 3× Платина - BPI: Платина - BVMI: Злато - FIMI: Платина - IFPI SWI: Злато - MC: 4× Платина - RMNZ: Платина                                      | Teenage Dream                          |
| The One That Got Away                                                               | 2011.  | 3        | 27       | 19       | 2        | 30       | 34       | 39       | 12       | 33       | 18       | - САД: 2.800.000 - УК: ~325.000                                                | - RIAA: 4× Платина - ARIA: 2× Платина - BPI: Платина - FIMI: Злато - MC: 2× Платина - RMNZ: Злато                                                                          | Teenage Dream                          |
| Part of Me                                                                          | 2012.  | 1        | 5        | 18       | 1        | 13       | 20       | 14       | 1        | 33       | 1        | - САД: 2.900.000 - УК: 79.079                                                  | - RIAA: 4× Платина - ARIA: 3× Платина - BPI: Злато - FIMI: Злато - MC: 3× Платина - RMNZ: Платина                                                                          | Teenage Dream: The Complete Confection |
| Wide Awake                                                                          | 2012.  | 2        | 4        | 28       | 1        | 33       | 39       | 11       | 1        | 21       | 9        | - САД: 3.500.000 - УК: 325.000                                                 | - RIAA: 5× Платина - ARIA: 6× Платина - BPI: Злато - FIMI: Платина - MC: 3× Платина - RMNZ: Платина                                                                        | Teenage Dream: The Complete Confection |
| Hummingbird Heartbeat                                                               | 2012.  | —        | —        | —        | —        | —        | —        | —        | —        | —        | —        |                                                                                | | Teenage Dream                          |
| Roar                                                                                | 2013.  | 1        | 1        | 1        | 1        | 5        | 2        | 4        | 1        | 3        | 1        | - САД: 6.400.000 - АУС: 560.000 - ФРА: 105.000 - УК: 1.112.787                 | - RIAA: Дијамант - ARIA: 11× Платина - BPI: 3× Платина - BVMI: 3× Злато - FIMI: 2× Платина - IFPI AUT: Платина - MC: 9× Платина - RMNZ: 4× Платина                         | Prism                                  |
| Unconditionally                                                                     | 2013.  | 14       | 11       | 16       | 13       | 38       | 22       | 6        | 26       | 27       | 25       | - САД: 1.300.000                                                               | - RIAA: 2× Платина - ARIA: Платина - BPI: Сребро - BVMI: Злато - FIMI: Платина - MC: Платина                                                                               | Prism                                  |
| Dark Horse (са Ђуси Џејом)                                                          | 2013.  | 1        | —        | 2        | 1        | 6        | 6        | 5        | 2        | 4        | 4        | - Свет: 13.200.000 - САД: 6.300.000 - КАН: 391.000 - ФРА: 75.000 - УК: 591.000 | - RIAA: Дијамант - BPI: 2× Платина - BVMI: 3× Злато - FIMI: 3× Платина - MC: 7× Платина - RMNZ: 2× Платина                                                                 | Prism                                  |
| Birthday                                                                            | 2014.  | 17       | 25       | 51       | 7        | 57       | 69       | 49       | 17       | —        | 22       | - Свет: 1.000.000+                                                             | - RIAA: Платина - ARIA: Платина - BPI: Сребро - FIMI: Злато - MC: Платина                                                                                                  | Prism                                  |
| This Is How We Do                                                                   | 2014.  | 24       | 18       | 14       | 9        | 41       | 34       | 41       | 13       | 41       | 33       | - САД: 520.885                                                                 | - RIAA: 2× Платина - ARIA: Платина - BPI: Сребро - FIMI: Злато - MC: Платина                                                                                               | Prism                                  |
| Rise                                                                                | 2016.  | 11       | 1        | 23       | 13       | 3        | 39       | 51       | 26       | 15       | 25       | - САД: 137.000 - УК: 22.497                                                    | - RIAA: Платина - ARIA: Злато - FIMI: Злато | Није ни на једном албуму               |
| Chained to the Rhythm (са Скипом Марлијем)                                          | 2017.  | 4        | 4        | 7        | 3        | 3        | 6        | 10       | 8        | 6        | 5        | - Свет: 700.000 - САД: 542.648 - КАН: 114.799 - ФРА: 41.100 - НЕМ: 88.669      | - RIAA: 2× Платина - ARIA: 2× Платина - BPI: Платина - BVMI: Злато - FIMI: 2× Платина - MC: 3× Платина - RMNZ: Злато - SNEP: Платина                                       | Witness                                |
| Bon Appétit (са групом Migos)                                                       | 2017.  | 59       | 35       | 64       | 14       | 9        | 47       | 48       | —        | 36       | 37       | - САД: 50.259 - АУС: 4.358                                                     | - RIAA: Злато - ARIA: Злато - BPI: Сребро - FIMI: Платина - MC: Злато - SNEP: Злато                                                                                        | Witness                                |
| Swish Swish (са Ники Минаж)                                                         | 2017.  | 46       | 22       | 69       | 13       | 24       | 76       | 73       | —        | 46       | 19       | - САД: 165.288                                                                 | - RIAA: Платина - ARIA: Платина - BPI: Злато - BVMI: Злато - FIMI: Злато - MC: Платина - SNEP: Злато                                                                       | Witness                                |
| Save as Draft                                                                       | 2017.  | —        | —        | —        | —        | —        | —        | —        | —        | —        | —        |                                                                                | | Witness                                |
| Hey Hey Hey                                                                         | 2018.  | —        | —        | —        | —        | —        | —        | —        | —        | —        | —        |                                                                                | | Witness                                |
| Cozy Little Christmas                                                               | 2018.  | 53       | —        | —        | —        | —        | 88       | —        | —        | —        | 22       |                                                                                | | Није ни на једном албуму               |
| 365 (са Зедом)                                                                      | 2019.  | 86       | 38       | 70       | 52       | 129      | 72       | 68       | —        | 59       | 37       |                                                                                | - MC: Злато | Није ни на једном албуму               |
| Con Calma (ремикс) (са Деди Јанкијем и Snow-ом)                                     | 2019.  | 22       | —        | —        | 6        | —        | —        | —        | —        | —        | 66       |                                                                                | - RIAA: 15× Платина(Latin) - BPI: Сребро | Није ни на једном албуму               |
| Never Really Over                                                                   | 2019.  | 15       | 7        | 29       | 7        | 102      | 47       | 32       | 14       | 21       | 12       |                                                                                | - RIAA: Злато - ARIA: Платина - BPI: Злато - FIMI: Злато - MC: Злато | Smile                                  |
| Small Talk                                                                          | 2019.  | 81       | 33       | —        | 56       | —        | —        | —        | —        | 91       | 43       |                                                                                | - ARIA: Злато | Smile                                  |
| Harleys in Hawaii                                                                   | 2019.  | —        | 36       | —        | 71       | —        | —        | —        | —        | 72       | 45       |                                                                                | | Smile                                  |
| Never Worn White                                                                    | 2020.  | —        | 79       | —        | 95       | —        | —        | —        | —        | —        | 97       |                                                                                | | Smile                                  |
| Daisies                                                                             | 2020.  | 40       | 37       | 64       | 37       | —        | —        | 70       | —        | 57       | 37       |                                                                                | | Smile                                  |
| Smile                                                                               | 2020.  | —        | —        | —        | —        | —        | —        | —        | —        | —        | 96       |                                                                                | | Smile                                  |
| „—” означава нумере које нису биле на листама или нису биле објављене у тој држави. |        |          |          |          |          |          |          |          |          |          |          |                                                                                | |                                        |

### Као гостујући извођач
| Назив                                                                               | Година | Позиција | Позиција | Позиција | Позиција | Позиција | Позиција | Позиција | Позиција | Позиција | Позиција | Број проданих примерака      | Сертификати | Албум                   |
| Назив                                                                               | Година | САД      | АУС      | АУТ      | БЕЛ (ФЛ) | БЕЛ (ВА) | КАН      | ДАН      | НЗ       | ШВЕ      | УК       | Број проданих примерака      | Сертификати | Албум                   |
| ----------------------------------------------------------------------------------- | ------ | -------- | -------- | -------- | -------- | -------- | -------- | -------- | -------- | -------- | -------- | ---------------------------- | --- | ----------------------- |
| Starstrukk (група 3OH!3 са Кејти Пери)                                              | 2009   | 66       | 4        | 48       | 21       | 2        | 31       | 39       | 16       | 55       | 3        | - УК: 580.000                | - RIAA: Платина - ARIA: 2× Платина - BPI: Платина - RMNZ: Злато                                                                                | Want                    |
| If We Ever Meet Again (Тимбаланд са Кејти Пери)                                     | 2010.  | 37       | 9        | 10       | —        | —        | 4        | —        | 1        | —        | 3        | - ФРА: 85.000 - УК: 434.000  | - ARIA: Платина - BPI: Злато - FIMI: Злато - IFPI SWI: Злато - MC: 2× Платина - RMNZ: Платина                                                  | Shock Value II          |
| Who You Love (Џон Мејер са Кејти Пери)                                              | 2013.  | 48       | 83       | —        | —        | —        | 70       | —        | —        | —        | —        |                              | - RIAA: Злато | Paradise Valley         |
| Feels (Калвин Харис са Фарелом Вилијамсом, Кејти Пери и Биг Шоном)                  | 2017.  | 20       | 3        | 5        | 3        | 1        | 5        | 4        | 3        | 18       | 1        | - САД: 335.460 - ФРА: 41.000 | - RIAA: 2x Платина - ARIA: 4× Платина - BEA: Платина - BPI: 2× Платина - GLF: 2× Платина - IFPI AUT: Злато - IFPI DEN: Платина - RMNZ: Платина | Funk Wav Bounces Vol. 1 |
| „—” означава нумере које нису биле на листама или нису биле објављене у тој држави. |        |          |          |          |          |          |          |          |          |          |          |                              | |                         |

### Промотивни синглови
| Назив                                                                               | Година | Позиција | Позиција | Позиција | Позиција | Позиција | Позиција | Позиција | Позиција | Позиција | Позиција | Број продатих примерака | Сертификати     | Албум                    |
| Назив                                                                               | Година | САД      | АУТ      | БЕЛ (ФЛ) | БЕЛ (ВА) | КАН      | ДАН      | ФРА      | ИТА      | НЗ       | УК       | Број продатих примерака | Сертификати     | Албум                    |
| ----------------------------------------------------------------------------------- | ------ | -------- | -------- | -------- | -------- | -------- | -------- | -------- | -------- | -------- | -------- | ----------------------- | --------------- | ------------------------ |
| Ur So Gay                                                                           | 2007.  | —        | —        | —        | —        | —        | —        | —        | —        | —        | —        |                         | - RIAA: Злато   | One of the Boys          |
| Not Like the Movies                                                                 | 2010.  | 53       | —        | —        | —        | 41       | —        | —        | —        | —        | —        |                         | - RIAA: Злато   | Teenage Dream            |
| Circle the Drain                                                                    | 2010.  | 58       | —        | —        | —        | 30       | —        | —        | —        | 36       | —        |                         |                 | Teenage Dream            |
| Peacock                                                                             | 2012.  | —        | —        | —        | —        | 56       | —        | —        | —        | —        | 125      | - САД: 643.000          | - RIAA: Платина | Teenage Dream            |
| Walking on Air                                                                      | 2013.  | 34       | 35       | 44       | 30       | 12       | 35       | 25       | 20       | 12       | 80       | - САД: 150.000          |                 | Prism                    |
| Every Day Is a Holiday                                                              | 2015.  | —        | —        | —        | —        | —        | —        | —        | —        | —        | —        |                         |                 | Није ни на једном албуму |
| „—” означава нумере које нису биле на листама или нису биле објављене у тој држави. |        |          |          |          |          |          |          |          |          |          |          |                         |                 |                          |

## Остале песме
| One of the Boys                                                                     | 2008. | —  | 40 | —   | —   | —  | —  | —  | —   |              | - ARIA: Злато | One of the Boys                        |
| If You Can Afford Me                                                                | 2008. | —  | —  | —   | —   | —  | 28 | —  | —   |              |               | One of the Boys                        |
| Dressin' Up                                                                         | 2012. | —  | —  | —   | —   | —  | —  | —  | 109 |              |               | Teenage Dream: The Complete Confection |
| Tommie Sunshine's Megasix Smash-Up                                                  | 2012. | —  | —  | —   | —   | —  | —  | —  | 183 |              |               | Teenage Dream: The Complete Confection |
| Legendary Lovers                                                                    | 2013. | —  | —  | —   | 69  | 33 | —  | —  | —   | - КОР: 2.330 |               | Prism                                  |
| International Smile                                                                 | 2013. | —  | —  | —   | 76  | —  | —  | —  | —   | - КОР: 2.112 |               | Prism                                  |
| Ghost                                                                               | 2013. | —  | —  | —   | 100 | —  | —  | —  | —   | - КОР: 1.916 |               | Prism                                  |
| Love Me                                                                             | 2013. | —  | —  | —   | 86  | —  | —  | —  | —   | - КОР: 2.007 |               | Prism                                  |
| This Moment                                                                         | 2013. | —  | —  | —   | 82  | —  | —  | —  | —   | - КОР: 2.044 |               | Prism                                  |
| Double Rainbow                                                                      | 2013. | —  | —  | —   | 111 | —  | —  | —  | —   | - КОР: 1.838 |               | Prism                                  |
| By the Grace of God                                                                 | 2013. | 10 | —  | —   | 77  | —  | —  | —  | 179 | - КОР: 2.104 |               | Prism                                  |
| Spiritual                                                                           | 2013. | —  | —  | —   | 127 | —  | —  | —  | —   | - КОР: 1.655 |               | Prism                                  |
| It Takes Two                                                                        | 2013. | —  | —  | —   | 114 | —  | —  | —  | 180 | - КОР: 1.809 |               | Prism                                  |
| Choose Your Battles                                                                 | 2013. | —  | —  | —   | 136 | —  | —  | —  | —   | - КОР: 1.587 |               | Prism                                  |
| Witness                                                                             | 2017. | —  | —  | 165 | —   | —  | —  | —  | —   |              |               | Witness                                |
| Roulette                                                                            | 2017. | —  | —  | —   | —   | —  | —  | 18 | —   |              |               | Witness                                |
| „—” означава нумере које нису биле на листама или нису биле објављене у тој држави. |       |    |    |     |     |    |    |    |     |              |               |                                        |

## Гостујућа појављивања
| Назив                              | Година | Други извођач(и) | Албум                                       |
| ---------------------------------- | ------ | ---------------- | ------------------------------------------- |
| Simple                             | 2005.  | ниједан          | The Sisterhood of the Traveling Pants       |
| White Christmas                    | 2008.  | ниједан          | Winter Songs                                |
| Daisy Bell (Bicycle Built for Two) | 2014.  | ниједан          | The Gay Nineties Old Tyme Music: Daisy Bell |
| Legends Never Die                  | 2014.  | Ferras           | Ferras                                      |
| Waving Through a Window            | 2018.  | ниједан          | Dear Evan Hansen                            |

## Заслуга за писање песама и додатни вокали
| Песма               | Година | Извођач(и)                 | Албум                                    | Напомена              |
| ------------------- | ------ | -------------------------- | ---------------------------------------- | --------------------- |
| Old Habits Die Hard | 2004.  | Мик Џегер                  | Alfie                                    | додатни вокал         |
| Goodbye for Now     | 2005.  | P.O.D.                     | Testify                                  | додатни вокал         |
| Breakout            | 2008.  | Мајли Сајрус               | Breakout                                 | додатни вокал         |
| The Driveway        | 2008.  | Мајли Сајрус               | Breakout                                 | додатни вокал         |
| Slow Goodbye        | 2008.  | Лесли Рој                  | Unbeautiful                              | додатни писац         |
| You Miss Me         | 2009.  | The Matrix                 | The Matrix                               | додатни писац и вокал |
| Broken              | 2009.  | The Matrix                 | The Matrix                               | додатни вокал         |
| Damn                | 2009.  | The Matrix                 | The Matrix                               | додатни писац и вокал |
| Take a Walk         | 2009.  | The Matrix                 | The Matrix                               | додатни вокал         |
| Just a Song         | 2009.  | The Matrix                 | The Matrix                               | додатни писац и вокал |
| Would You Care      | 2009.  | The Matrix                 | The Matrix                               | додатни вокал         |
| Seen That Done That | 2009.  | The Matrix                 | The Matrix                               | додатни вокал         |
| Stay with Me        | 2009.  | The Matrix                 | The Matrix                               | додатни вокал         |
| I Do Not Hook Up    | 2009.  | Кели Кларксон              | All I Ever Wanted                        | додатни писац         |
| Long Shot           | 2009.  | Кели Кларксон              | All I Ever Wanted                        | додатни писац         |
| Time's Up           | 2009.  | Ешли Тисдејл               | Guilty Pleasure                          | додатни писац         |
| Bullet              | 2009.  | Џеси Џејмс Декер           | Jessie James                             | додатни писац         |
| Girl Next Door      | 2009.  | Џеси Џејмс Декер           | Jessie James                             | додатни писац         |
| Old Piano           | 2010.  | Truth & Salvage Co.        | Truth & Salvage Co.                      | додатни писац         |
| Rock God            | 2010.  | Selena Gomez & the Scene   | A Year Without Rain                      | додатни писац         |
| That's More Like It | 2011.  | Selena Gomez & the Scene   | When the Sun Goes Down                   | додатни писац         |
| Ooh La La           | 2013.  | Бритни Спирс               | The Smurfs 2: Music from and Inspired By | додати вокал          |
| Passenger           | 2013.  | Бритни Спирс               | Britney Jean                             | додатни писац         |
| Black Widow         | 2014.  | Иги Азејлија, Рита Ора     | The New Classic                          | додатни писац         |
| Get On Your Knees   | 2014.  | Ники Минаж, Аријана Гранде | The Pinkprint                            | додатни писац         |
| Earth               | 2019.  | Lil Dicky                  | Није ни на једном албуму                 | додатни вокал         |